# HMS
 For alternative betydninger, se HMS (flertydig). (Se også artikler, som begynder med HMS)
HMS refererer til den engelske forkortelse: "Her Majesty's Ship" eller "His Majesty's Ship" som på dansk betyder Hans/Hendes majestæts skib.
Forkortelsen er blevet brugt hovedsageligt af den kongelige engelske flåde "Royal Navy" og Englands tidligere kolonier.
Den svenske flåde har også gjort brug af forkortelsen dog oversat til svensk: "Hans Majestäts Skepp" eller "Hennes Majestäts Skepp".